# Кара-Кыз
Кара-Кыз (кирг. Кара-Кыз, до 2010 годов — Пионер) — село в Ак-Суйском районе Иссык-Кульской области Кыргызстана. Входит в состав Кереге-Ташского аильного округа. Код СОАТЕ — 41702 205 818 05 0.

## Население
По данным переписи 2009 года, в селе проживало 533 человека.